# Massacre de Porongos
Massacre de Porongos ou Traição dos Porongos foi o penúltimo confronto da Revolução Farroupilha (1835-1845) e ocorreu em 14 novembro de 1844. A batalha foi a principal responsável pelo fim da mais longa das revoluções brasileiras.
Em novembro de 1844, cerca de um ano antes do fim da Guerra dos Farrapos, e com as negociações de paz já em andamento, os mais de 1 200 republicanos, liderados pelo general David Canabarro, foram cercados e completamente abatidos no campo desprotegido pela incúria de Canabarro, segundo uns, ou sua traição, segundo outros, pelos mais de 1 100 guerrilheiros apoiadores do Império, conduzidos por Francisco Pedro de Abreu. Por conta do cerco e da estratégia militar construída por Francisco de Abreu, foi possível abater os republicanos e, consequentemente, paralisar o movimento revolucionário anti-imperial. Temendo um ataque surpresa, Antônio Netto resolvera acampar com suas tropas mais longe e acabou por escapar da derrota.
Para os revolucionários, a batalha de Porongos resultou na morte de 110 apoiadores da república, na prisão de 333 homens - sendo 35 oficiais -, cinco estandartes, um canhão, utensílios, arquivos e mais de 1000 cavalos. Por conta disso, o episódio ficou conhecido como uma das maiores perdas que o movimento republicano teve até então na Guerra dos Farrapos.

## Contexto histórico
O Movimento Farroupilha ficou marcado na história como um movimento do período regencial brasileiro contra a imposição de presidente de província pelo Governo Central, isto é, sem consultar o governo provincial. O movimento tinha um caráter liberal e pretendia conseguir mais autonomia provinciana frente ao governo regencial que sucedeu o recém findo Primeiro Reinado Brasileiro.
O termo farroupilha remete aos combatentes populares que compunham as tropas, que eram conhecidos por trajarem roupas esfarrapadas, embora as lideranças políticas estivessem sempre representada por setores da elite agrária local. A guerra durou dez anos, porque os farrapos recebiam continuamente mantimentos dos países de fronteira e o charque das províncias era contrabandeado para o Uruguai e entrava no Brasil como se fosse de procedência uruguaia. Isso contribuiu para a sustentação econômica dos republicanos.
Os senhores de terra, de gado e de escravos do sul, estavam insatisfeitos com as decisões que estavam sendo tomadas pela côrte brasileira, principalmente a respeito dos impostos cobrados das províncias. O Rio Grande do Sul, na época, tinha entre os principais produtos da sua economia o gado e a fabricação de charque, utilizado na alimentação dos escravos de todas as províncias brasileiras. Os rio-grandenses, como eram chamados as autoridades provincianas, acusavam o Governo Central de prejudicar seus interesses econômicos, principalmente ao permitir que a charque do Uruguai adentrasse no mercado brasileiro a um preço mais baixo.
Além disso, era a côrte que determinava qual porcentagem dos impostos arrecadados nas províncias ficava e qual deveria ser destinada ao Rio de Janeiro, sede do governo. Além desse caráter econômico, havia também uma insatisfação política, uma vez que era o Governo Central que determinava qual seria o governante que comandaria as terras provincianas. Esses homens eram selecionados sem consulta aos donos de terras nas províncias e muitas vezes os líderes selecionados não atendiam os pleitos desses donos de terra e, consequentemente, aos interesses da região.
Havia também uma insatisfação quanto às campanhas militares que estavam acontecendo nas fronteiras do sul. O Rio Grande do Sul sempre havia contribuído doando homens para ajudar o Brasil nas guerras com os povos platinas, mas, mesmo assim a liderança das tropas era sempre destinada a alguém de fora. Por conta da somatórias desses fatores, em 20 de setembro de 1835 deu início à Revolução Farroupilha.
O movimento já ganhou a atenção nacional no ano seguinte, em 1836, quando a província rio-grandense decretou a República Rio-Grandense. O movimento foi liderado por Bento Gonçalves da Silva, militar e estancieiro.
Nos nove anos seguintes, esse primeiro momento de exímio desempenho bélico sofreria mudança. Até o ano de 1840, houve um período de ascensão farroupilha, dadas as vitórias no campo militar, embora tenha havido momentos de fracasso, como a derrota na Batalha da Ilha do Fanfa, em outubro de 1836. Do período compreendido desde a Proclamação da República Rio-Grandense até 1840, os farrapos visaram a manutenção e organização do novo Estado, bem como a sua sedimentação. A partir de 1840, iniciou-se um período de declínio das forças revoltosas. A situação se intensificou após as reuniões da Assembleia Constituinte, em 1842, quando as divergências entre os líderes farroupilhas e os dois grupos se intensificaram.
Nesse embate, o grupo “minoria” adquiriu grande poder com o desenrolar do conflito, principalmente por conta do afastamento de Bento Gonçalves do governo, em agosto de 1843. A partir do final de 1841 e início de 1842, concomitante à instauração de Dom Pedro II como Imperador do Brasil, o poder de direção da Guerra foi para as mãos da “minoria”. Por conta da necessidade do imperador de utilizar o território rio-grandense para a manutenção das fronteiras sulistas do Brasil, o movimento apresentou um desfecho favorável para os revolucionários. Em 1845, apesar de ter a permissão do monarca para agir com violência, Luís Alves de Lima e Silva escolheu a diplomacia. Utilizou-se de um apelo ao patriotismo dos revolucionários e simultaneamente apontou Manuel Oribe e Juan Manuel de Rosas, presidentes do Uruguai e da Argentina respectivamente, como os reais inimigos. Lima e Silva foi aclamado “pacificador do Brasil” e adquiriu o título de Conde de Caxias, que foi agregado à presidência da Província Rio-Grandense.
A Guerra dos Farrapos contribuiu para a construção da imagem do gaúcho como um homem heroico e independente. Essa imagem possibilitada com a guerra é enaltecida e cultuada até hoje na região.

## Antecedentes
Com a independência política brasileira sob Portugal ocorrida em 1822, o Brasil decretou uma Monarquia Centralizadora, na qual o poder passou a ser exercido em função do café, principal produto de exportação brasileiro e principal fonte de renda para a economia nacional do século XIX. O monarca, D. Pedro I, governou o pais em convergência com os interesses da elite cafeicultora, conhecida como "os barões do café". A côrte, sediada no município do Rio de Janeiro, dava as ordens e as diretrizes da economia nacional e os líderes provinciais eram obrigados a segui-la.
Por volta de 1827, D. Pedro I recebeu uma carta do francês Benjamin Constant, aconselhando-o a abdicar do trono brasileiro e deixar um governo regencial governar o Brasil até que D. Pedro II atingisse a maioridade. Assim, segundo o francês, estariam mantidas na nova Monarquia a ordem e o próprio regime monárquico. Desse modo, o imperador passaria a ser enxergado na Europa como um apoiador das liberdades e não da tirania.
Esses conselhos estavam relacionados com a crise política e econômica que o Brasil estava enfrentando. No âmbito político, o governo central intensificou a disputa com o poder Legislativo, que estava em curso há anos. Além disso, o imperador constantemente ordenava interferências políticas na península Ibérica, poucos anos após a independência do Brasil, o que não estava agradando a elite local por mostrar vínculos políticos com Portugal. Já a respeito da economia, o Brasil estava com uma inflação alta e uma política econômica que não privilegiava o mercado nacional, uma vez que as taxações sobre o produto importado era baixa para os cofres nacionais. Ademais, o país carregava uma dívida financeira por conta dos armamentos devido à Guerra da Cisplatina e um desgaste moral e político no Brasil, já que a Cisplatina (atual Uruguai) conseguira se desvencilhar do território nacional.
A crise interna se intensificara. D. Pedro I estava sendo visto como um déspota (autoritário) e havia constantes comparações negativas do imperador com Simon Bolívar, Carlos X, e Fernando VII. Para tentar conter o descontentamento interno, o imperador reuniu o Conselho do Estado, porém sem conseguir um consenso quanto às atitudes que poderiam ser adotadas. Diante desse cenário, surgiu no Rio de Janeiro, entre os dias 11 e 14 de março, uma revolta violenta entre brasileiros e portugueses, que ficou conhecida como Noite das Garrafadas (1831). O conflito potencializou a insatisfação e a revolta no Brasil.
Para tentar solucionar o caso, em 5 de abril do mesmo ano, o monarca estruturou um novo gabinete ministerial com cinco marqueses e um visconde. Porém, essas medidas apenas contribuíram para aumentar o isolamento político do imperador. No dia 7 de abril de 1831, D. Pedro I, seguindo as palavras da carta de Constant, abdicou de seu trono em favor de seu príncipe herdeiro.
Porém, D. Pedro de Alcântara, na época, tinha apenas 5 anos de idade, e por isso, era incapaz de governar o país. Por tal razão, instaurou-se o período da Regência no Brasil. Segundo o texto da Constituição, assumiu uma Regência Trina. Em 1832, Bernardo Pereira de Vasconcelos e Diogo Antônio Feijó projetaram um golpe de estado com o objetivo de transformar a Câmara em um Assembleia Nacional Constituinte, porém não houve êxito. Somente em 1834, os legisladores aprovaram a reforma de alguns pontos da Constituição. O projeto foi apresentado por Vasconcelos, transformando-o em Ato Adicional de 1834. Esse documento, de cunho liberal, introduziu elementos do federalismo com a criação das Assembleias Provinciais no lugar dos Conselhos Gerais, a separação das rendas provinciais das nacionais e abolição do Conselho de Estado. O documento possibilitou um maior poder das províncias.
Por conta dessas questões e da herança deixada no Primeiro Reinado ao Brasil, o período Regencial foi marcado por um intenso enfrentamento dos conflitos internos de poder, que alguns se transformaram em sangrentas revoluções e por um combate aos grupos contrários ao regime monárquico, à escravidão e de uma maneira mais ampla, à própria existência do Brasil.

## O confronto e o movimento
Mesmo que o movimento liderado por Canabarro converge para interesses em comum de cunho liberal, havia no próprio entre os próprios apoiadores da tropa interesses sociais, econômicos e políticos diversos. Os farroupilhas estavam divididos em dois grandes grupos ou partidos. O que ficou conhecido como “Maioria”, que apresentava ideias mais radicais e tinha como principais nomes: Bento Gonçalves da Silva, Domingos José de Almeida, Mariano de Matos, Antonio de Souza Neto e Gomes Jardim. O outro grupo era denominado como da “Minoria”. Esse apresentava um comportamento e ideias mais reformistas e menos autoritárias e alguns buscavam também a reconciliação com o Governo Central. O principal nome era David Canabarro, mas também tinha entre os seus apoiadores, Antonio Vicente da Fontoura, Francisco Ferreira Jardim Brasão, Martins da Silveira Lemos, Onofre Pires, Paulino da Fontoura, João Antonio de Oliveira, entre outros.
Além de terem representantes diferentes, os dois grupos também apresentavam visões distintas sobre os rumos que a nova república deveria tomar. Os mais radicais defendiam o fim da escravidão, ao mesmo tempo em que criticava a monarquia e a Igreja católica. Já para os mais reformistas e moderados, os pleitos eram um pouco mais homogêneos. Eles queriam manter o escravismo, defendiam o catolicismo, a Igreja e a reintegração da província ao Império.
A batalha de Porongos, ocorrida em novembro e no final da Guerra dos Farrapos, ainda deixa suspeitas se o confronto teria sido combinado ou não com o exército imperial. Embora o movimento republicano tenha sido quase extinto, Canabarro não foi pego nesse cerco militar, porque não chegou a ser reconhecido por conta dos trajes sujos e rasgados que utilizara. Segundo alguns relatos, Canabarro teria sido avisado da aproximação de Moringue.
De acordo com os relatos, há uma carta que teria sido enviada ao Coronel Francisco Pedro de Abreu pelo Barão de Caxias instruindo Francisco Pedro de Abreu a atacar o corpo de Lanceiros Negros e afirmando que tal situação estaria acertada com Canabarro. Esta carta foi mostrada em Piratini a um professor ligado aos demais comandantes farrapos. A autenticidade da carta foi questionada, e há a possibilidade de ela ter sido forjada para desmoralizar Canabarro, à época um dos mais importantes líderes militares da República Riograndense e um dos negociadores da paz pelo lado farroupilha. O documento, com a devida assinatura de Caxias, é reconhecido como autêntico pelo Arquivo Histórico do Rio Grande do Sul. Os estudiosos que acreditam que o documento seja verídico argumentam que a essa traição teria ocorrido para acelerar e facilitar o acordo de paz, visto que os Farrapos não se mostravam dispostos a liberar os escravos que haviam lutado ao seu lado, já que essa libertação poderia estimular os demais escravos do estado a se rebelarem. Já os que acreditam na falsificação desses escritos argumentam que o episódio de Porongos foi realmente uma surpresa para todos os integrantes e tal carta fora escrita para gerar uma tensão para destruir o grupo.
Na memória desse massacre está o grupo de lanceiros negros como sendo os únicos mortos. Os homens estavam separados no acampamento entre brancos, negros e índios. Os imperiais atacaram especificamente o acampamento dos negros e os demais homens fugiram. Nessa batalha Teixeira Nunes, comandante dos lanceiros negros, foi morto. Com esse confronto, o movimento revolucionário republicano foi extinto e um ano mais tarde, foi decretado o Tratado de Paz Ponche Verde. Em 1 de março de 1845, o acordo foi firmado e entre os principais pontos, pode-se destacar a anistia plena aos sobreviventes da batalha de Porongos, a libertação dos escravos que combateram no Exército e a escolha de um novo presidente provincial pelos farroupilhas.

## Lanceiros Negros

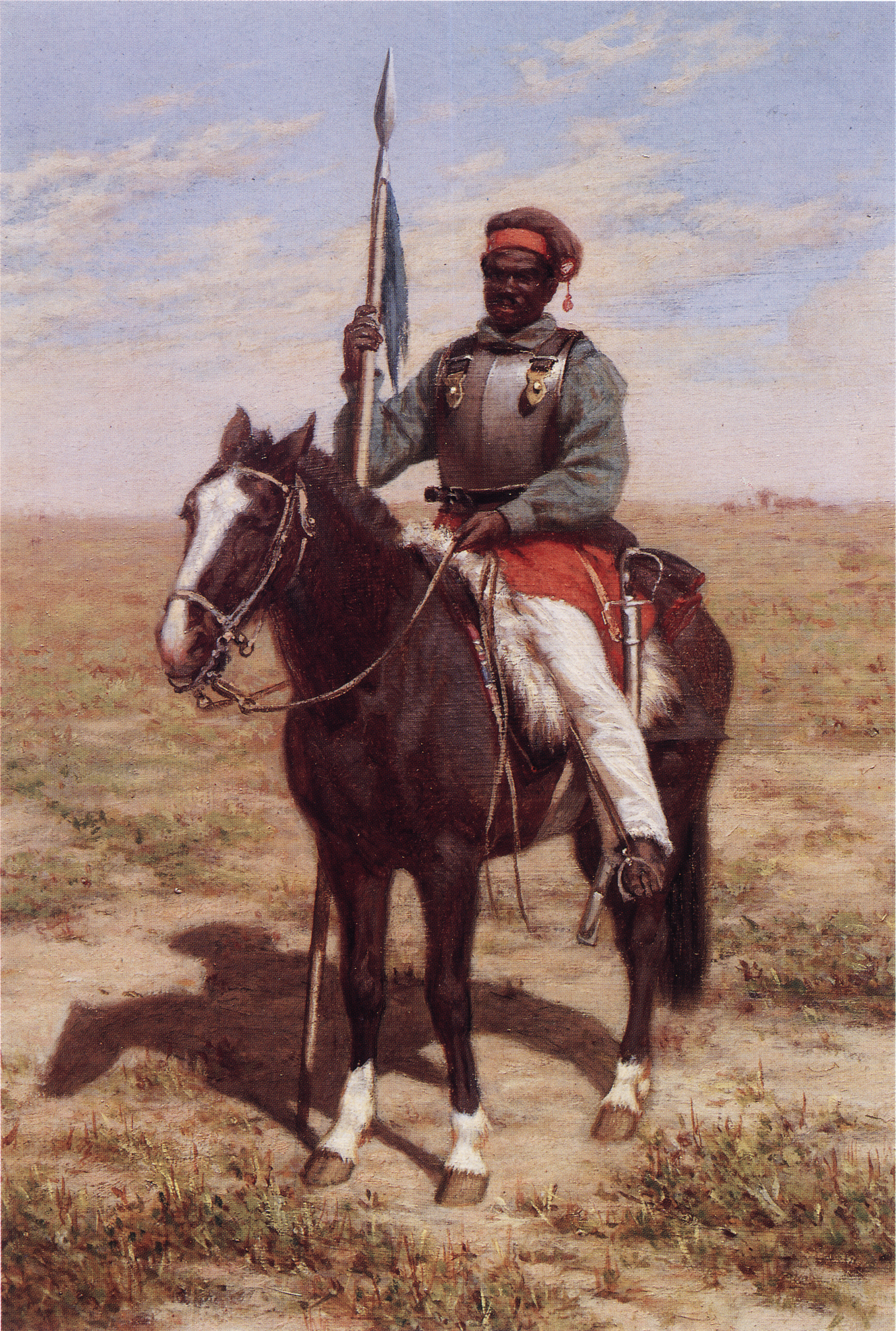
Retrato de um Lanceiro Negro, óleo de Juan Manuel Blanes.

Os negros durante a Guerra dos Farrapos foram fundamentais e tiveram uma participação ativa ao longo dos 10 anos do confronto. Estima-se que, ao todo, eles representariam aproximadamente um terço à metade do exército republicano e posteriormente, foram integrados ao grupos dos farrapos na cavalaria ou na infantaria. A primeira foi criada em 12 de setembro de 1836 e a segunda em 31 de agosto de 1838, respectivamente. Em 31 de agosto de 1838, 426 combatentes juntaram-se ao exército.
Eles foram recrutados entre os escravos campeiros e domadores das Serras dos Tapes e do Herval, localizadas entre os municípios de Canguçu, Piratini, Caçapava, Encruzilhada e Arroio Grande, com a promessa de libertação após a vitória dos Farrapos. No primeiro momento, foram comandados pelo Tenente Coronel Joaquim Pedro Soares, mais tarde tiveram por chefe o Major Joaquim Teixeira Nunes.
Antes da criação dos Lanceiros Negros, os negros já tinham tido um papel de destaque em confrontos nacionais, como a tomada de Porto Alegre em 1835 e de Pelotas em abril de 1836. Os grupos eram compostos por escravos negros e alforriados, índios, mestiços e escravos fugidos de outros países, principalmente o Uruguai. Além de soldados e grandes defensores dos farrapos, os negros também trabalhavam como tropeiros, mensageiros, campeiros e ajudavam na fabricação de pólvora e no cultivo do fumo e erva-mate, apreciadas pelo grupo.
A Guerra dos Farrapos não tinha como objetivo central a abolição da escravatura, que só seria encerrada cerca de 40 anos depois. Ainda assim, ela foi de suma importância para por em questão diversos temas que estavam em curso no Brasil e não condiziam com os ideais liberais seguidos pelos farrapos.
Atualmente, os Lanceiros Negros são lembrados por alguns movimentos sociais visando salientar a pouca importância dada na época à participação dos negros na Guerra dos Farrapos. De uma certa maneira, o objetivo desses grupos é legitimar as ações, as memórias e os acontecimentos dos Lanceiros Negros na Guerra dos Farrapos. Em razão da manutenção dessa memória foi construído em 2004 um monumento a eles na cidade de Caçapava do Sul, localizada no Rio Grande do Sul. O desastre dos Porongos levou Canabarro a um tribunal militar farroupilha. Com a paz em 1845, o trâmite seguiu por anos na justiça militar, tendo sido arquivado em 1866.